# Досов, Абилкаир Искакович
Абилкаи́р Иска́кович До́сов (каз. Әбілқайыр Ысқақұлы Досов; 1899, аул № 1, Котыркольская волость, Кокчетавский уезд, Акмолинская область, Российская империя — 8 марта 1938) — советский партийный и государственный деятель, первый секретарь Актюбинского (1934—1936) и Южно-Казахстанского (1936—1937) обкомов ВКП(б). Входил в состав особой тройки НКВД СССР.

## Биография
Член РКП(б) с 1919 г. В 1915—1916 гг. обучался в Щучинском высшем начальном училище.
- 1917 г, — в народной милиции (Омск), инструктор Киргизской секции Омского коалиционного комитета Временного Правительства по организации местных комитетов в Омском уезде, инструктор-комиссар Акмолинского областного киргизского комитета по созыву Кокчетавского уездного киргизского съезда, инструктор Кокчетавского уездного Совета (Акмолинская область),
- 1917—1918 гг. — член ЦК «Демократического Совета учащейся киргизской молодёжи» (Омск), член Акмолинского областного киргизского Совета, Революционного Трибунала,
- 1918 г. — секретарь ЦК Киргизской (казахской) социалистической партии «Уш-Жуз» («Три жуза», Омск),
- 1919 г. — в период Гражданской войны перешел на подпольную партийную работу, был арестован, бежал, действовал в рядах партизанских отрядов в Кокшетауском уезде,
- 1919 г. — член Кокандского уездного революционного комитета (Акмолинская область),
- 1919—1920 гг. — член коллегии, председатель Кокчетавской уездной ЧК (Акмолинская область),
- 1920 г. — председатель мусульманского бюро при Петропавловском уездном комитете РКП(б) (Акмолинская область),
- 1920 г. — секретарь Киргизско-татарской секции при Сибирском бюро ЦК РКП(б), редактор газеты «Кедей созi» («Слово бедняка»), инспектор Политического управления Западно-Сибирского военного округа по работе в национальных частях,
- 1920—1922 гг. — секретарь ЦИК Киргизской (Казакской) АССР,
- 1922—1924 гг. — председатель исполнительного комитета Семипалатинского губернского Совета,
- 1924—1925 гг. — член Революционного комитета присоединяемых к Казакской АССР областей Туркестана,
- 1925—1926 гг. — председатель Исполнительного комитета Уральского губернского Совета,
- 1926 г. — председатель Правления Казакского краевого Союза потребительских обществ,
- 1926—1927 гг. — постоянный представитель Казакской АССР при Президиуме ВЦИК,
- 1927—1930 гг. — заведующий отделом национальностей ВЦИК,
- 1930—1933 гг. — ответственный инструктор ЦК ВКП(б),
- 1933 г. — заведующий организационно-инструкторским отделом Карагандинского областного комитета ВКП(б),
- 1933—1934 гг. — второй секретарь Восточно-Казахстанского областного комитета ВКП(б),
- 26 января—10 февраля 1934 года делегат XVII съезда ВКП(б) с совещательным голосом[1].
- 1934—1936 гг. — первый секретарь Актюбинского областного комитета ВКП(б),
- 1936—1937 гг. — первый секретарь Южно-Казахстанского областного комитета ВКП(б) — КП(б) Казахстана. Этот период отмечен вхождением в состав особой тройки, созданной по приказу НКВД СССР от 30.07.1937 № 00447[2] и активным участием в сталинских репрессиях[3].

## Завершающий этап
В ноябре 1937 г. был арестован. 28 ноября 1937 г. Военной коллегией Верховного Суда СССР осужден по ложному политическому обвинению, 8 марта 1938 г. расстрелян. Реабилитирован в 1956 г.